# Serie A2 2013-2014 (pallacanestro femminile)
Il campionato di Serie A2 di pallacanestro femminile 2013-2014 fu il trentaquattresimo organizzato in Italia.
Si concluse con la promozione in Serie A1 di Calligaris Trieste, Vassalli 2G Vigarano e PB63Lady Battipaglia, mentre retrocedettero in Serie A3 Basket Biassono e Defensor Viterbo.

## Formula
Rispetto alla stagione precedente il numero delle società è passato da 27 a 28. Le squadre sono state suddivise in due gironi, ognuno formato da due conference di 7 squadre a base geografica, con partite di andata e ritorno. Alla fine della Prima fase, le prime quattro classificate di ogni girone sono state ammesse alla poule promozione, mentre le ultime tre classificate di ogni girone hanno giocato la poule retrocessione.

Nella poule promozione le squadre hanno mantenuto i risultati già acquisiti nella stagione regolare. Le prime quattro classificate si sono qualificate per i play-off promozione. Le vincenti delle due finali saranno promosse in Serie A1, mentre le perdenti si affronteranno in uno spareggio.

Nella poule retrocessione le squadre hanno mantenuto i risultati già acquisiti nella stagione regolare. Le ultime due classificate si affrontano nei play-out, a meno che il distacco tra le due non superi i 6 punti; in tal caso, l'ultima classificata viene retrocessa direttamente in Serie A3.

## Prima fase

### Girone A

#### Conference Nord-Ovest
|  |    | Classifica                     | Pt | G  | V  | P  | PtF | PtS |
|  | -- | ------------------------------ | -- | -- | -- | -- | --- | --- |
|  | 1. | Paddy Power Sesto San Giovanni | 24 | 12 | 12 | 0  | 772 | 579 |
|  | 2. | Almo Nature Genova             | 18 | 12 | 9  | 3  | 756 | 663 |
|  | 3. | Il Ponte Milano                | 16 | 12 | 8  | 4  | 743 | 654 |
|  | 4. | Piramis Torino                 | 14 | 12 | 7  | 5  | 766 | 686 |
|  | 5. | Virtus Cagliari                | 8  | 12 | 4  | 8  | 625 | 657 |
|  | 6. | Astro Cagliari                 | 2  | 12 | 1  | 11 | 695 | 782 |
|  | 7. | Basket Biassono                | 2  | 12 | 1  | 11 | 540 | 876 |

      Qualificate alla Poule Promozione
      Qualificate alla Poule Retrocessione
 Qualificata alla Final Four di Coppa Italia di Serie A2 2014

#### Risultati
|                  | Bia   | ACa   | VCa   | Gen   | Mil   | SSG   | Tor   |
| ---------------- | ----- | ----- | ----- | ----- | ----- | ----- | ----- |
| Biassono         | ––––  | 70-67 | 44-60 | 44-66 | 32-86 | 51-70 | 39-69 |
| Astro Cagliari   | 77-33 | ––––  | 60-65 | 53-73 | 54-66 | 50-68 | 46-70 |
| Virtus Cagliari  | 66-35 | 61-53 | ––––  | 51-62 | 52-57 | 41-54 | 57-74 |
| Genova           | 82-39 | 66-60 | 69-68 | ––––  | 59-57 | 58-65 | 49-54 |
| Milano           | 69-48 | 62-52 | 64-44 | 56-62 | ––––  | 54-56 | 67-61 |
| Sesto S.Giovanni | 84-57 | 72-65 | 20-0  | 63-53 | 77-43 | ––––  | 65-55 |
| Torino           | 80-48 | 76-58 | 65-60 | 53-57 | 57-62 | 52-78 | ––––  |

#### Conference Nord-Est
|  |    | Classifica              | Pt | G  | V | P  | PtF | PtS |
|  | -- | ----------------------- | -- | -- | - | -- | --- | --- |
|  | 1. | Calligaris Trieste      | 18 | 12 | 9 | 3  | 817 | 636 |
|  | 2. | Querciambiente Muggia   | 18 | 12 | 9 | 3  | 764 | 637 |
|  | 3. | Delser Udine            | 16 | 12 | 8 | 4  | 695 | 619 |
|  | 4. | Velco Vicenza           | 14 | 12 | 7 | 5  | 681 | 637 |
|  | 5. | San Salvatore Selargius | 12 | 12 | 6 | 6  | 701 | 678 |
|  | 6. | Sea Logistic Valmadrera | 4  | 12 | 2 | 10 | 544 | 748 |
|  | 7. | Mercede Alghero         | 2  | 12 | 1 | 11 | 557 | 804 |

Legenda:

      Qualificate alla Poule Promozione
      Qualificate alla Poule Retrocessione
 Qualificata alla Final Four di Coppa Italia di Serie A2 2014

#### Risultati
|            | Alg   | Mug   | Sel   | Tri   | Udi   | Val   | Vic   |
| ---------- | ----- | ----- | ----- | ----- | ----- | ----- | ----- |
| Alghero    | ––––  | 48-79 | 42-63 | 62-74 | 53-62 | 58-46 | 41-71 |
| Muggia     | 71-45 | ––––  | 68-57 | 66-61 | 71-52 | 63-36 | 47-55 |
| Selargius  | 69-39 | 74-51 | ––––  | 53-55 | 47-73 | 61-53 | 58-53 |
| Trieste    | 82-32 | 59-52 | 82-58 | ––––  | 77-80 | 84-29 | 59-38 |
| Udine      | 56-50 | 52-56 | 57-47 | 45-57 | ––––  | 59-29 | 67-49 |
| Valmadrera | 54-44 | 47-84 | 47-57 | 62-60 | 39-52 | ––––  | 50-60 |
| Vicenza    | 77-43 | 51-56 | 58-57 | 59-67 | 44-40 | 66-52 | ––––  |

### Girone B

#### Conference Centro
|  |    | Classifica                    | Pt | G  | V  | P | PtF | PtS |
|  | -- | ----------------------------- | -- | -- | -- | - | --- | --- |
|  | 1. | Vassalli 2G Vigarano          | 20 | 12 | 10 | 2 | 829 | 704 |
|  | 2. | OMC Broni                     | 16 | 12 | 8  | 4 | 794 | 709 |
|  | 3. | Vesta Droptek Ancona          | 12 | 12 | 6  | 6 | 748 | 794 |
|  | 4. | Meccanica Nova Bologna        | 12 | 12 | 6  | 6 | 741 | 752 |
|  | 5. | PFF Group Ferrara             | 12 | 12 | 6  | 6 | 713 | 749 |
|  | 6. | Tec-Mar Crema                 | 6  | 12 | 3  | 9 | 718 | 773 |
|  | 7. | Infa Fe.Ba. Civitanova Marche | 6  | 12 | 3  | 9 | 794 | 856 |

Legenda:

      Qualificate alla Poule Promozione
      Qualificate alla Poule Retrocessione
 Qualificata alla Final Four di Coppa Italia di Serie A2 2014

#### Risultati
|                   | Anc   | Bol   | Bro   | Civ    | Cre   | Fer   | Vig   |
| ----------------- | ----- | ----- | ----- | ------ | ----- | ----- | ----- |
| Ancona            | ––––  | 53-65 | 55-65 | 68-62  | 72-65 | 79-60 | 70-75 |
| Bologna           | 57-58 | ––––  | 64-56 | 62-60  | 59-42 | 56-63 | 49-64 |
| Broni             | 51-56 | 82-68 | ––––  | 102-76 | 64-54 | 54-49 | 45-50 |
| Civitanova Marche | 69-65 | 60-70 | 64-73 | ––––   | 66-63 | 53-65 | 80-85 |
| Crema             | 74-68 | 83-69 | 55-67 | 79-73  | ––––  | 50-54 | 58-63 |
| Ferrara           | 63-66 | 54-60 | 52-75 | 62-55  | 61-59 | ––––  | 76-69 |
| Vigarano          | 88-38 | 77-62 | 66-60 | 58-73  | 61-39 | 73-54 | ––––  |

#### Conference Centro-Sud
|  |    | Classifica                  | Pt | G  | V | P  | PtF | PtS |
|  | -- | --------------------------- | -- | -- | - | -- | --- | --- |
|  | 1. | Saces Mapei Napoli          | 16 | 12 | 8 | 4  | 722 | 655 |
|  | 2. | PB63Lady Battipaglia        | 16 | 12 | 8 | 4  | 767 | 699 |
|  | 3. | Gruppo L.P.A. Ariano Irpino | 16 | 12 | 8 | 4  | 738 | 696 |
|  | 4. | Olympia 68 Catania          | 12 | 12 | 6 | 6  | 773 | 774 |
|  | 5. | Futura Brindisi             | 11 | 12 | 7 | 5  | 746 | 721 |
|  | 6. | Carpedil Salerno            | 6  | 12 | 3 | 9  | 675 | 748 |
|  | 7. | Defensor Viterbo            | 4  | 12 | 2 | 10 | 646 | 774 |

Legenda:

      Qualificate alla Poule Promozione
      Qualificate alla Poule Retrocessione
 Qualificata alla Final Four di Coppa Italia di Serie A2 2014

#### Risultati
|               | Ari   | Bat   | Bri   | Cat   | Nap   | Sal   | Vit   |
| ------------- | ----- | ----- | ----- | ----- | ----- | ----- | ----- |
| Ariano Irpino | ––––  | 49-44 | 76-59 | 67-55 | 62-67 | 52-58 | 59-50 |
| Battipaglia   | 66-55 | ––––  | 69-61 | 79-72 | 56-50 | 85-53 | 81-56 |
| Brindisi      | 53-63 | 59-48 | ––––  | 75-61 | 66-65 | 66-58 | 78-40 |
| Catania       | 70-67 | 67-76 | 72-62 | ––––  | 66-63 | 59-55 | 69-49 |
| Napoli        | 63-66 | 63-49 | 58-38 | 62-54 | ––––  | 59-45 | 54-49 |
| Salerno       | 62-67 | 58-60 | 52-64 | 52-62 | 50-57 | ––––  | 73-62 |
| Viterbo       | 49-55 | 56-54 | 59-65 | 67-66 | 54-61 | 55-59 | ––––  |

## Seconda fase

### Girone A

#### Poule promozione
- La classifica iniziale ha tenuto conto dei punti acquisiti dalle otto squadre negli scontri diretti della prima fase.
- Le squadre che non si sono incontrate nella prima fase si sono incontrate tra di loro con gare di andata e ritorno.
- Al termine della poule promozione si sono qualificate per i play-off promozione le prime 4 classificate.

|  |    | Classifica                   | Pt | G  | V  | P  | PtF | PtS |
|  | -- | ---------------------------- | -- | -- | -- | -- | --- | --- |
|  | 1. | Paddy Power Sesto S.Giovanni | 24 | 14 | 12 | 2  | 475 | 438 |
|  | 2. | Almo Nature Genova           | 20 | 14 | 10 | 4  | 505 | 403 |
|  | 3. | Calligaris Trieste           | 18 | 14 | 9  | 5  | 490 | 448 |
|  | 4. | Piramis Torino               | 16 | 14 | 8  | 6  | 510 | 431 |
|  | 5. | Velco Vicenza                | 10 | 14 | 5  | 9  | 440 | 493 |
|  | 6. | Querciambiente Muggia        | 10 | 14 | 5  | 9  | 408 | 494 |
|  | 7. | Delser Udine                 | 6  | 14 | 3  | 11 | 423 | 483 |
|  | 8. | Il Ponte Milano              | 6  | 14 | 4  | 10 | 428 | 489 |

Legenda:

      Qualificate ai Play-off Promozione

##### Risultati
|                   | SSG   | Gen   | Mil   | Tor   | Udi   | Tri   | Mug   | Vic   |
| ----------------- | ----- | ----- | ----- | ----- | ----- | ----- | ----- | ----- |
| Sesto S. Giovanni | ––––  | 63-53 | 77-43 | 65-55 | 64-48 | 61-78 | 61-44 | 49-47 |
| Genova            | 58-65 | ––––  | 59-57 | 49-54 | 70-56 | 59-62 | 60-39 | 64-55 |
| Milano            | 54-56 | 56-62 | ––––  | 67-61 | 56-68 | 44-81 | 45-52 | 60-69 |
| Torino            | 52-78 | 53-57 | 57-62 | ––––  | 54-48 | 66-60 | 61-55 | 76-50 |
| Udine             | 58-65 | 47-67 | 49-55 | 49-52 | ––––  | 45-57 | 52-56 | 67-49 |
| Trieste           | 41-50 | 48-58 | 58-51 | 62-59 | 77-80 | ––––  | 59-52 | 59-38 |
| Muggia            | 56-66 | 50-59 | 58-69 | 54-73 | 71-52 | 66-61 | ––––  | 47-55 |
| Vicenza           | 66-59 | 46-68 | 54-48 | 53-69 | 44-40 | 59-67 | 51-56 | ––––  |

Legenda:

in grassetto i risultati conseguiti nella Regular season

#### Poule retrocessione
- Tutte le squadre si sono incontrate tra di loro con gare di andata e ritorno (10 giornate); la classifica iniziale ha tenuto conto dei punti acquisiti negli scontri diretti della prima fase.
- In caso di parità in classifica, si è tenuto conto esclusivamente degli incontri della poule retrocessione.

|  |    | Classifica              | Pt | G  | V | P  | PtF | PtS |
|  | -- | ----------------------- | -- | -- | - | -- | --- | --- |
|  | 1. | Virtus Cagliari         | 22 | 10 | 7 | 3  | 682 | 594 |
|  | 2. | San Salvatore Selargius | 22 | 10 | 7 | 3  | 720 | 615 |
|  | 3. | Mercede Alghero         | 14 | 10 | 6 | 4  | 590 | 600 |
|  | 4. | Astro Cagliari          | 12 | 10 | 5 | 5  | 621 | 601 |
|  | 5. | Sea Logistic Valmadrera | 12 | 10 | 5 | 5  | 601 | 576 |
|  | 6. | Basket Biassono         | 2  | 10 | 0 | 10 | 451 | 679 |

Legenda:

      Retrocessa

##### Risultati
|                 | VCa   | ACa   | Bia   | Sel   | Val   | Alg   |
| --------------- | ----- | ----- | ----- | ----- | ----- | ----- |
| Virtus Cagliari | ––––  | 61-53 | 66-35 | ––––  | ––––  | ––––  |
| Astro Cagliari  | 60-65 | ––––  | 77-33 | ––––  | ––––  | ––––  |
| Biassono        | 44-66 | 70-67 | ––––  | ––––  | ––––  | ––––  |
| Selargius       | ––––  | ––––  | ––––  | ––––  | 61-53 | 69-39 |
| Valmadrera      | ––––  | ––––  | ––––  | 47-57 | ––––  | 54-44 |
| Alghero         | ––––  | ––––  | ––––  | 42-63 | 58-46 | ––––  |

Legenda:

nella prima tabella i risultati acquisiti nella Regular season
|                 | VCa   | ACa   | Bia   | Sel   | Val   | Alg   |
| --------------- | ----- | ----- | ----- | ----- | ----- | ----- |
| Virtus Cagliari | ––––  | 65-71 | 65-47 | 65-75 | 57-51 | 73-49 |
| Astro Cagliari  | 50-73 | ––––  | 54-52 | 66-62 | 58-59 | 62-64 |
| Biassono        | 59-65 | 45-76 | ––––  | 49-73 | 51-64 | 28-61 |
| Selargius       | 64-89 | 74-66 | 89-47 | ––––  | 75-56 | 63-46 |
| Valmadrera      | 65-59 | 49-61 | 67-28 | 59-75 | ––––  | 65-43 |
| Alghero         | 63-71 | 58-57 | 65-45 | 72-70 | 69-66 | ––––  |

### Girone B

#### Poule promozione
- La classifica iniziale ha tenuto conto dei punti acquisiti dalle otto squadre negli scontri diretti della prima fase.
- Le squadre che non si sono incontrate nella prima fase si sono incontrate tra di loro con gare di andata e ritorno.
- Al termine della poule promozione si sono qualificate per i play-off promozione le prime 4 classificate.

|  |    | Classifica                  | Pt | G  | V  | P  | PtF | PtS |
|  | -- | --------------------------- | -- | -- | -- | -- | --- | --- |
|  | 1. | PB63Lady Battipaglia        | 22 | 14 | 11 | 3  | 618 | 561 |
|  | 2. | Vassalli 2G Vigarano        | 18 | 14 | 9  | 5  | 528 | 529 |
|  | 3. | Olympia 68 Catania          | 18 | 14 | 9  | 5  | 622 | 531 |
|  | 4. | Gruppo L.P.A. Ariano Irpino | 18 | 14 | 9  | 5  | 465 | 435 |
|  | 5. | Saces Mapei Napoli          | 14 | 14 | 7  | 7  | 518 | 468 |
|  | 6. | OMC Broni                   | 10 | 14 | 5  | 9  | 567 | 599 |
|  | 7. | Meccanica Nova Bologna      | 6  | 14 | 3  | 11 | 446 | 571 |
|  | 8. | Vesta Droptek Ancona        | 6  | 14 | 3  | 11 | 454 | 524 |

Legenda:

      Qualificate ai Play-off Promozione

##### Risultati
|               | Vig   | Bro    | Bol   | Anc   | Ari   | Bat   | Nap   | Cat   |
| ------------- | ----- | ------ | ----- | ----- | ----- | ----- | ----- | ----- |
| Vigarano      | ––––  | 66-60  | 77-62 | 88-38 | 62-43 | 56-57 | 60-59 | 86-68 |
| Broni         | 45-50 | ––––   | 82-68 | 51-56 | 51-45 | 86-77 | 63-73 | 95-98 |
| Bologna       | 49-64 | 64-56  | ––––  | 57-58 | 56-74 | 62-73 | 53-62 | 49-72 |
| Ancona        | 70-75 | 55-65  | 53-65 | ––––  | 57-60 | 59-62 | 38-79 | 59-64 |
| Ariano Irpino | 55-51 | 54-50  | 63-53 | 71-55 | ––––  | 49-44 | 62-67 | 67-55 |
| Battipaglia   | 95-92 | 102-70 | 83-70 | 69-66 | 66-55 | ––––  | 56-50 | 79-72 |
| Napoli        | 69-67 | 76-79  | 48-50 | 52-58 | 63-66 | 63-49 | ––––  | 62-54 |
| Catania       | 83-54 | 74-73  | 96-53 | 67-62 | 70-67 | 67-76 | 66-63 | ––––  |

Legenda:

in grassetto i risultati conseguiti nella Regular season

#### Poule retrocessione
- Tutte le squadre si sono incontrate tra di loro con gare di andata e ritorno (10 giornate); la classifica iniziale ha tenuto conto dei punti acquisiti negli scontri diretti della prima fase.
- In caso di parità in classifica, si è tenuto conto esclusivamente degli incontri della poule retrocessione.

|  |    | Classifica                    | Pt | G  | V | P | PtF | PtS |
|  | -- | ----------------------------- | -- | -- | - | - | --- | --- |
|  | 1. | Futura Brindisi               | 20 | 10 | 6 | 4 | 575 | 548 |
|  | 2. | PFF Group Ferrara             | 18 | 10 | 5 | 5 | 612 | 579 |
|  | 3. | Tec-Mar Crema                 | 14 | 10 | 6 | 4 | 635 | 594 |
|  | 4. | Carpedil Salerno              | 14 | 10 | 5 | 5 | 640 | 657 |
|  | 5. | Infa Fe.Ba. Civitanova Marche | 12 | 10 | 5 | 5 | 636 | 638 |
|  | 6. | Defensor Viterbo              | 6  | 10 | 3 | 7 | 551 | 633 |

Legenda:

      Qualificate ai Play-out Retrocessione

##### Risultati
|                   | Fer   | Civ   | Cre   | Bri   | Sal   | Vit   |
| ----------------- | ----- | ----- | ----- | ----- | ----- | ----- |
| Ferrara           | ––––  | 62-55 | 61-59 | ––––  | ––––  | ––––  |
| Civitanova Marche | 53-65 | ––––  | 66-63 | ––––  | ––––  | ––––  |
| Crema             | 50-54 | 79-73 | ––––  | ––––  | ––––  | ––––  |
| Brindisi          | ––––  | ––––  | ––––  | ––––  | 66-58 | 78-40 |
| Salerno           | ––––  | ––––  | ––––  | 52-64 | ––––  | 73-62 |
| Viterbo           | ––––  | ––––  | ––––  | 59-65 | 55-59 | ––––  |

Legenda:

nella prima tabella i risultati acquisiti nella Regular season
|                   | Fer   | Civ   | Cre   | Bri   | Sal   | Vit   |
| ----------------- | ----- | ----- | ----- | ----- | ----- | ----- |
| Ferrara           | ––––  | 70-58 | 59-72 | 20-0  | 76-65 | 85-55 |
| Civitanova Marche | 66-61 | ––––  | 70-63 | 52-60 | 63-62 | 66-50 |
| Crema             | 67-58 | 69-72 | ––––  | 51-59 | 76-55 | 41-48 |
| Brindisi          | 58-64 | 71-66 | 63-67 | ––––  | 58-47 | 71-53 |
| Salerno           | 77-73 | 72-65 | 62-67 | 67-64 | ––––  | 71-57 |
| Viterbo           | 61-46 | 60-58 | 48-62 | 61-71 | 58-62 | ––––  |

## Terza fase

### Girone A

#### Play-off promozione
- Incontri al meglio delle tre gare: si qualifica la squadra che vince due incontri.
- La squadra con il miglior piazzamento in classifica disputa il primo e il terzo incontro in casa.
- La squadra che vince i play-off viene promossa in Serie A1.
- La squadra perdente affronta un ulteriore spareggio promozione su gara di andata e ritorno con la perdente del play-off del Girone B per determinare la terza squadra promossa in Serie A1.

##### Tabellone
|  | Semifinali | Semifinali                     | Semifinali |                    |   | Finale         | Finale | Finale |  |
|  |            |                                |            |                    |   |                |        |        |  |
|  | 1          | Paddy Power Sesto San Giovanni | 0          |                    |   |                |        |        |  |
|  | 1          | Paddy Power Sesto San Giovanni | 0          |                    |   |                |        |        |  |
|  | 4          | Piramis Torino                 | 2          |                    |   |                |        |        |  |
|  | 4          | Piramis Torino                 | 2          |                    | 4 | Piramis Torino | 1      |        |  |
|  |            |                                |            |                    | 4 | Piramis Torino | 1      |        |  |
|  |            |                                | 3          | Calligaris Trieste | 2 |                |        |        |  |
|  | 2          | Almo Nature Genova             | 3          | Calligaris Trieste | 2 | 0              |        |        |  |
|  | 2          | Almo Nature Genova             |            |                    |   |                |        |        |  |
|  | 3          | Calligaris Trieste             | 2          |                    |   |                |        |        |  |

##### Semifinali
Date:  13 aprile, 17 aprile, 24 aprile 2014
| Squadra 1                      | Totale | Squadra 2          | Gara 1  | Gara 2  | Gara 3 |
| ------------------------------ | ------ | ------------------ | ------- | ------- | ------ |
| Paddy Power Sesto San Giovanni | 0 - 2  | Piramis Torino     | 55 - 63 | 46 - 53 |        |
| Almo Nature Genova             | 0 - 2  | Calligaris Trieste | 57 - 66 | 61 - 70 |        |

##### Finale
Date:  26 aprile, 30 aprile, 3 maggio 2014
| Squadra 1          | Totale | Squadra 2      | Gara 1  | Gara 2  | Gara 3  |
| ------------------ | ------ | -------------- | ------- | ------- | ------- |
| Calligaris Trieste | 2 - 1  | Piramis Torino | 56 - 45 | 48 - 56 | 54 - 48 |

#### Play-out
Essendo superiore ai 6 punti il distacco al termine della poule fra Sea Logistic Valmadrera e Basket Biassono, i play-out non sono stati disputati.

### Girone B

#### Play-off promozione
- Incontri al meglio delle tre gare: si qualifica la squadra che vince due incontri.
- La squadra con il miglior piazzamento in classifica disputa il primo e il terzo incontro in casa.
- La squadra che vince i play-off viene promossa in Serie A1.
- La squadra perdente affronta un ulteriore spareggio promozione su gara di andata e ritorno con la perdente del play-off del Girone A per determinare la terza squadra promossa in Serie A1.

##### Tabellone
|  | Semifinali | Semifinali                  | Semifinali |                      |   | Finale               | Finale | Finale |  |
|  |            |                             |            |                      |   |                      |        |        |  |
|  | 1          | PB63Lady Battipaglia        | 2          |                      |   |                      |        |        |  |
|  | 1          | PB63Lady Battipaglia        | 2          |                      |   |                      |        |        |  |
|  | 4          | Gruppo L.P.A. Ariano Irpino | 0          |                      |   |                      |        |        |  |
|  | 4          | Gruppo L.P.A. Ariano Irpino | 0          |                      | 1 | PB63Lady Battipaglia | 0      |        |  |
|  |            |                             |            |                      | 1 | PB63Lady Battipaglia | 0      |        |  |
|  |            |                             | 2          | Vassalli 2G Vigarano | 2 |                      |        |        |  |
|  | 2          | Vassalli 2G Vigarano        | 2          | Vassalli 2G Vigarano | 2 | 2                    |        |        |  |
|  | 2          | Vassalli 2G Vigarano        |            |                      |   |                      |        |        |  |
|  | 3          | Olympia 68 Catania          | 0          |                      |   |                      |        |        |  |

##### Semifinali
Date:  13 aprile, 17 aprile, 24 aprile 2014
| Squadra 1            | Totale | Squadra 2                   | Gara 1  | Gara 2  | Gara 3 |
| -------------------- | ------ | --------------------------- | ------- | ------- | ------ |
| PB63Lady Battipaglia | 2 - 0  | Gruppo L.P.A. Ariano Irpino | 55 - 49 | 68 - 51 |        |
| Vassalli 2G Vigarano | 2 - 0  | Olympia 68 Catania          | 78 - 57 | 85 - 75 |        |

##### Finale
Date:  27 aprile, 30 aprile, 4 maggio 2014
| Squadra 1            | Totale | Squadra 2            | Gara 1  | Gara 2  | Gara 3 |
| -------------------- | ------ | -------------------- | ------- | ------- | ------ |
| PB63Lady Battipaglia | 0 - 2  | Vassalli 2G Vigarano | 58 - 66 | 52 - 68 |        |

#### Play-out
- Incontri al meglio delle tre gare: si aggiudica la serie la squadra che vince due incontri.
- La squadra con il miglior piazzamento in classifica disputa il primo e il terzo incontro in casa.
- La squadra che vince il play-out mantiene il posto in Serie A2.
- La squadra perdente retrocede in Serie A3.

Date:  27 aprile, 1º maggio, 4 maggio 2014
| Squadra 1                     | Totale | Squadra 2        | Gara 1  | Gara 2  | Gara 3  |
| ----------------------------- | ------ | ---------------- | ------- | ------- | ------- |
| Infa Fe.Ba. Civitanova Marche | 2 - 1  | Defensor Viterbo | 75 - 53 | 63 - 65 | 66 - 47 |

## Spareggio promozione
- Incontri di andata e ritorno con il punteggio cumulativo fra le due gare a determinare la vincente dello spareggio. In virtù di ciò, uno dei due incontri può terminare in parità.

Date: 8 maggio, 11 maggio 2014
| Squadra 1      | Totale    | Squadra 2            | Andata  | Ritorno |
| -------------- | --------- | -------------------- | ------- | ------- |
| Piramis Torino | 126 - 148 | PB63Lady Battipaglia | 65 - 80 | 61 - 68 |

## Verdetti
- Promosse in Serie A1: Calligaris Trieste, Vassalli 2G Vigarano e PB63Lady Battipaglia.
- Ripescata in Serie A1: Saces Mapei Napoli.
- Retrocesse in Serie A3: Basket Biassono (successivamente ripescata) e Defensor Viterbo (successivamente ripescata).
- Non ammesse alla stagione successiva: Delser Udine, Sea Logistic Valmadrera, Olympia 68 Catania, Vesta Droptek Ancona e Futura Brindisi.
- Vincitrice Coppa Italia di Serie A2: Saces Mapei Napoli.